# Musca lincensis
Musca lincensis är en tvåvingeart som först beskrevs av Franz Paula von Schrank 1776.  Musca lincensis ingår i släktet Musca och familjen borrflugor.
Artens utbredningsområde är Österrike. Inga underarter finns listade i Catalogue of Life.